# إستر نيوتن
إستر نيوتن (بالإنجليزية: Esther Newton)‏ هي عالمة الإنسان أمريكية، ولدت في 1940.